# Teresa Straub
Teresa Luise Straub (* 10. August 1995 in Villingen-Schwenningen) ist eine deutsche Fußballspielerin auf der Position des Torhüters.

## Karriere

### Vereine
Straub begann im Jahr 2001 beim FC Pfaffenweiler mit dem Fußballspielen und durchlief von der F-Jugend bis zur B-Jugend – dort mit einer Sondergenehmigung für die B-Junioren – sämtliche Altersklassen im Jugendbereich. 2009 wechselte sie schließlich in die weibliche Jugendabteilung des SC Freiburg. Seit der Saison 2011/12 gehört die Torhüterin Freiburgs Erstligakader an und kam am 5. Mai 2013 (21. Spieltag) beim 2:1-Sieg im Auswärtsspiel gegen den FF USV Jena zu ihrem Bundesligadebüt – kurioserweise als Feldspielerin, da sie in der 90. Minute für Carmen Höfflin eingewechselt wurde.
Für den SC kam Straub bis 2018 sporadisch zum Einsatz. In der Saison 2017/18 spielte sie für die Zweitvertretung des SC Freiburg in der 2. Bundesliga. Im Sommer 2018 verließ sie den Verein und wechselte zum Hegauer FV, für den sie in ihrer Premierensaison 25 Punktspiele in der drittklassigen Regionalliga Südwest und das Erstrundenspiel im DFB-Pokalwettbewerb, beim 3:1-Sieg gegen den Karlsruher SC, bestritt.

### Nationalmannschaft
Die Torhüterin bestritt 2011 drei Partien für die U16-Nationalmannschaft, die letzten beiden im Turnier um den Nordic-Cup. 2012 gewann sie mit den U17-Juniorinnen die Europameisterschaft in Nyon und nahm an der U17-Weltmeisterschaft in Aserbaidschan teil, die sie mit ihrer Mannschaft auf dem vierten Platz abschloss. Straub kam als Ersatztorhüterin hinter Merle Frohms in beiden Turnieren jedoch nicht zum Einsatz.

## Erfolge
- U17-Europameister 2012 (ohne Einsatz)